# East Whittier
East Whittier (fino al 2012 East La Mirada) è un census-designated place (CDP) degli Stati Uniti d'America, situato nello stato della California, nella contea di Los Angeles.